# Cosmocercidae
Die Cosmocercidae sind eine Familie der Spulwürmer mit über 230 Arten.

## Merkmale
Cosmocercidae sind Cosmocercoidea, die ovipar sind oder die Larven in einem frühen Entwicklungsstadium (Larve 1) abgeben. Sie haben paarige weibliche Geschlechtsorgane (didelphisch). Die Engstelle des Ösophagus (Isthmus) ist länglich. Männchen haben keinen Saugnapf vor dem Anus.

## Systematik
Die Cosmocercidae werden in drei Unterfamilien und 25 Gattungen gegliedert:
- Austraplectaninae Baker, 1981
  - Austraplectana Baker, 1981
- Cosmocercinae Railliet, 1916
  - Aplectana Railliet & Henry, 1916
  - Blanusia Zapatero, Castano, Fernandez, Lopez, Martinez & Martin Rueda, 1991
  - Cosmocerca Diesing, 1861
  - Cosmocercella Steiner, 1924
  - Cosmocercoides Wilkie, 1930
  - Dentinema Moravec, Chara & Shinn, 2004
  - Ibrahimia Khalil, 1932
  - Maracaya Diaz-Ungria, 1964
  - Nemhelix Morand & Petter, 1986
  - Neocosmocercella Baker & Vaucher, 1983
  - Neoprotozoophaga Biswas & Chakravarty, 1963
  - Neosomatiana Anwar-ul-Islam, Farooq & Khanum, 1979
  - Neoxysomatium Ballesteros-Marquez, 1945
  - Oxysomatium Railliet & Henry, 1916
  - Palaeocosmocerca Poinar, 2011 (fossil)
  - Paradollfusnema Baker, 1982
  - Paraleptonema Wang, 1980
  - Paraplesiohedruris Bursey, Goldberg & Kraus, 2012
  - Parasomatium Anwar ul-Islam, Farooq & Khanum, 1979
  - Pseudaplectana Yamaguti, 1961
  - Raillietnema Travassos, 1927
  - Schrankiana Strand, 1942
- Maxvachoniinae Chabaud & Brygoo, 1960
  - Maxvachonia Chabaud & Brygoo, 1960
  - Typhlonema Kreis, 1938